# Rataje (district de Kroměříž)
Pour les articles homonymes, voir Rataje.
Rataje (en allemand : Rattay, de 1939 à 1945 : Ratais) est une commune du district de Kroměříž, dans la région de Zlín, en République tchèque. Sa population s'élevait à 1 142 habitants en 2025.

## Géographie
Rataje se trouve à 6 km au sud-ouest du centre de Kroměříž, à 25 km à l'ouest-nord-ouest de Zlín, à 54 km à l'est-nord-est de Brno et à 228 km au sud-est de Prague.
La commune est limitée par Zlobice et Lutopecny au nord, par Kroměříž au nord-est, par Jarohněvice à l'est, par Šelešovice au sud-est, par Zdounky au sud-ouest et par Zborovice et Věžky à l'ouest.

## Histoire
La première mention écrite de la localité date de 1220.

## Administration
La commune se compose de trois sections :
- Popovice
- Rataje
- Sobělice

## Transports
Par la route, Rataje se trouve à 6 km de Kroměříž, à 35 km de Zlín, à 64 km de Brno et à 270 km de Prague.